# Kalia Antoniou
Kalia Antoniou (6 de abril de 2000) es una nadadora chipriota. Compitió en el Campeonato Mundial de Natación de 2017 en la modalidad de 50 metros braza. Representó además a su país en los Juegos Olímpicos de la Juventud 2018 celebrados en Buenos Aires, Argentina, donde compitió en las modalidades de 50 y 100 metros estilo libre y 50 metros espalda.
Estudió el grado de Sistemas de Información Gerencial en la Universidad de Alabama.